# ألبرت نيمان (طبيب أطفال)
كان ألبرت نيمان (23 فبراير 1880، في برلين - 22 مارس 1921، في برلين) طبيبًا ألمانيًا، كان نجل ألبرت نيمان، وهو تينور معروف بنفس الاسم.
في 1903 حصل على الدكتوراه الطبية من جامعة ستراسبورغ، تدرب في وقت لاحق على طب الأطفال كمساعد في (منزل الرضع)، الذي يديره جمعية مستشفيات الرضع في برلين، في عام 1918 تم تعيينه مديرًا لدار التمريض في برلين هالينسي، تناول مجال أبحاثه الأساسي عملية التمثيل الغذائي في الطفولة.
تم تسمية مرض نيمان بيك له ولودفيغ بيك، وكان مؤلف كتاب (خلاصة طب الأطفال مع إشارة خاصة إلى أمراض الأطفال، 1920).